# Predvolilne oddaje za evropske volitve v Sloveniji 2024
Pred evropskimi volitvami 2024 v Sloveniji so različne televizijske hiše in organizacije pripravljale soočenja kandidatov za evropske poslance. Seznam teh oddaj je prikazan v tem članku.

## Kandidatne liste
| 1.           | 2.          | 3.                | 4.            | 5.              | 6.          | 7.           | 8.             | 9.           | 10.              | 11.           |
| ------------ | ----------- | ----------------- | ------------- | --------------- | ----------- | ------------ | -------------- | ------------ | ---------------- | ------------- |
| Svoboda      | SDS         | Vesna             | DeSUS+DD      | SLS             | NSi         | Levica       | Zeleni         | SD           | Resni.ca         | NOT           |
|              |             |                   |               |                 |             |              |                |              |                  |               |
| Irena Joveva | Romana Tomc | Vladimir Prebilič | Uroš Lipušček | Peter Gregorčič | Matej Tonin | Nataša Sukič | Klemen Grošelj | Matjaž Nemec | Zoran Stevanović | Violeta Tomić |

## Soočenja
Televizija POP TV je pripravila dve soočenji v oddaji 24UR Fokus, soočenja kandidatov ob sredah in četrtkih v oddaji 24UR Zvečer ter veliko soočenje vseh kandidatov (3. junija). Na televiziji Kanal A so pripravili 6-minutne intervjuje z nosilci list v okviru oddaje Svet.
Televizija Slovenija je pripravila soočenja parlamentarnih (20. maja) in neparlamentarnih strank (27. maja), ter veliko soočenje vseh strank (6. junija), predvajano istočasno na TV Slovenija 1, Prvem in portalu MMC. Na Radiu Prvi so pripravili soočenje neparlamentarnih (22. maja) in parlamentarnih strank (29. maja) v okviru oddaje Studio ob 17h.
Na Nova24TV so ob sredah in nato zadnji torek organizirali štiri soočenja, in sicer na temo zelenega prehoda (15. maja), zunanje politike (22. maja), migracij (29. maja) in mladih (4. junija).
Časopisna hiša Delo je pripravila 5 soočenj v okviru podkasta Moč politike, kjer so v kombinacijah gostili vse nosilce list.
Televizija Planet TV je veliko soočenje kandidatov pripravila teden dni pred volitvami (2. junija).
Klub slovenskih podjetnikov (SBC) je organiziral skupno 10 tedenskih soočenj, poleg uvodnega (24. aprila) osem tematskih, in sicer na temo konkurenčnosti slovenskega gospodarstva (8. maja), migracij (10. maja), zelene politike (15. maja), kmetijstva (17. maja), mednarodne trgovine (22. maja), varnostne politike (24. maja), energetike (29. maja) in odnosov s Kitajsko in ZDA (31. maja), ter daljše finalno soočenje (6. junija).

## Seznam
| Datum                          | Čas   | Medij                                                                 | Program                                                               | Voditelj                                  | Naslov                                                                                           | Gosti | Vir    |
| ------------------------------ | ----- | --------------------------------------------------------------------- | --------------------------------------------------------------------- | ----------------------------------------- | ------------------------------------------------------------------------------------------------ | --- | ------ |
| Pred uradnim začetkom kampanje |       |                                                                       |                                                                       |                                           |                                                                                                  | |        |
| Torek 2. april                 | 20.00 | Televizija AS - Murska Sobota                                         | Televizija AS - Murska Sobota                                         | Simon Balažic                             | Neposredno – Soočenje kandidatov                                                                 | Franc Bogovič (SLS) Aleš Hojs (SDS) Urša Zgojznik (Vesna) Uroš Lipušček (DeSUS+DD) | [ 1 ]  |
| Torek 23. april                | 20.00 | Televizija AS - Murska Sobota                                         | Televizija AS - Murska Sobota                                         | Simon Balažic                             | Neposredno – Soočenje kandidatov                                                                 | Franc Bogovič (SLS) Franc Kangler (SDS) Klemen Belhar (Vesna) Aleksander Jevšek (SD) Matej Grah (Svoboda) | [ 2 ]  |
| Sreda 24. april                | /     | SBC - Klub slovenskih podjetnikov                                     | platforme za podkaste                                                 | Gregor Trebušak                           | Prvo SBC soočenje pred evropskimi volitvami                                                      | Maša Kociper (Svoboda) Franc Kangler (SDS) Matej Tonin (NSi) Matevž Frangež (SD) Klemen Belhar (Vesna) Zoran Stevanović (Resni.ca) Jasmin Feratović (Pirati)                                                                                        | [ 3 ]  |
| Sreda 8. maj                   | /     | SBC - Klub slovenskih podjetnikov                                     | platforme za podkaste                                                 | Katarina Matejčič                         | Drugo SBC soočenje: EU in konkurenčnost slovenskega gospodarstva                                 | Aleš Hojs (SDS) Jernej Vrtovec (NSi) Matjaž Nemec (SD) Vladimir Prebilič (Vesna) Polona Frelih (Resni.ca) Marko Balažic (SLS) Jasmin Feratović (Pirati)                                                                                             | [ 4 ]  |
| 1. teden                       |       |                                                                       |                                                                       |                                           |                                                                                                  | |        |
| Četrtek 9. maj                 | 22.10 | Pro Plus                                                              | POP TV                                                                | Uroš Slak                                 | 24UR Zvečer - 1. soočenje                                                                        | Romana Tomc (SDS) Matej Tonin (NSi) Irena Joveva (Svoboda) Vladimir Prebilič (Vesna) | [ 5 ]  |
| Petek 10. maj                  | /     | SBC - Klub slovenskih podjetnikov                                     | platforme za podkaste                                                 | Katarina Matejčič                         | Tretje SBC soočenje: Delovna sila, trg dela in migracije                                         | Milan Zver (SDS) Janez Cigler Kralj (NSi) Klemen Belhar (Vesna) Zoran Stevanović (Resni.ca) Peter Gregorčič (SLS) Urška Orehek (Pirati) Klemen Grošelj (Zeleni)                                                                                     | [ 6 ]  |
| 2. teden                       |       |                                                                       |                                                                       |                                           |                                                                                                  | |        |
| Ponedeljek 13. maj             | /     | DELO                                                                  | platforme za podkaste                                                 | Suzana Kos Barbara Eržen                  | Moč politike - Evropa izbira 1                                                                   | Irena Joveva (Svoboda) Vladimir Prebilič (Vesna) | [ 7 ]  |
| Sreda 15. maj                  | /     | DELO                                                                  | platforme za podkaste                                                 | Suzana Kos Barbara Eržen                  | Moč politike - Evropa izbira 2                                                                   | Luka Mesec (Levica) Ljudmila Novak (NSi) | [ 8 ]  |
| Sreda 15. maj                  | /     | SBC - Klub slovenskih podjetnikov                                     | platforme za podkaste                                                 | Gregor Trebušak                           | Četrto SBC soočenje: Zeleni prehod, okolje in klimatske spremembe                                | Karin Planinšek (SDS) Katja Berk Bevc (NSi) Lucija Karnelutti (SD) Klemen Belhar (Vesna) Zoran Stevanović (Resni.ca) Nina Strah (SLS) Klemen Grošelj (Zeleni)                                                                                       | [ 9 ]  |
| Sreda 15. maj                  | 20.10 | Nova Hiša                                                             | Nova24TV                                                              | Aleksander Rant                           | 1. soočenje za volitve v Evropski parlament                                                      | Franc Breznik (SDS) Mojca Erjavec (NSi) Klemen Belhar (Vesna) Franc Bogovič (SLS) Bogomil Knavs (Zeleni) | [ 10 ] |
| Četrtek 16. maj                | /     | Siol.net                                                              | platforme za podkaste                                                 | Mihael Šuštaršič                          | Spotkast - 1. soočenje                                                                           | Matej Tonin (NSi) Matjaž Nemec (SD) | [ 11 ] |
| Četrtek 16. maj                | 22.10 | Pro Plus                                                              | POP TV                                                                | Uroš Slak                                 | 24UR Zvečer - 2. soočenje                                                                        | Matjaž Nemec (SD) Zoran Stevanović (Resni.ca) Nataša Sukič (Levica) Peter Gregorčič (SLS) | [ 12 ] |
| Petek 17. maj                  | /     | DELO                                                                  | platforme za podkaste                                                 | Suzana Kos Barbara Eržen                  | Moč politike - Evropa izbira 3                                                                   | Zoran Stevanović (Resni.ca) Uroš Lipušček (DeSUS+DD) Violeta Tomić (NOT) | [ 13 ] |
| Petek 17. maj                  | /     | SBC - Klub slovenskih podjetnikov                                     | platforme za podkaste                                                 | Gregor Trebušak                           | Peto SBC soočenje: Prihodnost evropske kmetijske politike                                        | Milan Zver (SDS) Vida Čadonič Špelič (NSi) Urša Zgojznik (Vesna) Katja Kokot (Resni.ca) Franc Pukšič (SLS) Nada Pavšer (Zeleni) | [ 14 ] |
| Sobota 18. maj                 | /     | Večer                                                                 | platforme za videoposnetke                                            | Tomaž Ranc                                | 1. Večerovo predvolilno soočenje                                                                 | Franc Kangler (SDS) Mojca Erjavec (NSi) Uroš Brežan (Svoboda) Primož Brvar (SD) Luka Omladič (Levica) Klemen Belhar (Vesna) Marko Balažic (SLS) | [ 15 ] |
| Sobota 18. maj                 | 19.25 | Pro Plus                                                              | POP TV                                                                | Miha Drozg                                | 24UR Fokus                                                                                       | Aleš Hojs (SDS) Ljudmila Novak (NSi) Franc Bogovič (SLS) | [ 16 ] |
| Nedelja 19. maj                | 19.25 | Pro Plus                                                              | POP TV                                                                | Miha Drozg                                | 24UR Fokus                                                                                       | Marjan Šarec (Svoboda) Vladimir Prebilič (Vesna) Milan Brglez (SD) | [ 17 ] |
| 3. teden                       |       |                                                                       |                                                                       |                                           |                                                                                                  | |        |
| Ponedeljek 20. maj             | /     | DELO                                                                  | platforme za podkaste                                                 | Suzana Kos Barbara Eržen                  | Moč politike - Evropa izbira 4                                                                   | Romana Tomc (SDS) Peter Gregorčič (SLS) | [ 18 ] |
| Ponedeljek 20. maj             | /     | Siol.net                                                              | platforme za podkaste                                                 | Mihael Šuštaršič                          | Spotkast - 2. soočenje                                                                           | Romana Tomc (SDS) Irena Joveva (NSi) | [ 19 ] |
| Ponedeljek 20. maj             | 20.00 | RTV Slovenija                                                         | TV SLO 1                                                              | Tanja Gobec                               | Evropske volitve 2024: soočenje parlamentarnih strank                                            | Romana Tomc (SDS) Matej Tonin (NSi) Irena Joveva (Svoboda) Matjaž Nemec (SD) Nataša Sukič (Levica) Peter Gregorčič (SLS) Klemen Grošelj (Zeleni) | [ 20 ] |
| Sreda 22. maj                  | /     | DELO                                                                  | platforme za podkaste                                                 | Suzana Kos Barbara Eržen                  | Moč politike - Evropa izbira 5                                                                   | Matjaž Nemec (SD) Klemen Grošelj (Zeleni) | [ 21 ] |
| Sreda 22. maj                  | /     | SBC - Klub slovenskih podjetnikov                                     | platforme za podkaste                                                 | Katarina Matejčič                         | Šesto SBC soočenje: Mednarodna trgovina in tuje korporacije                                      | Mojca Erjavec (NSi) Polona Frelih (Resni.ca) Marko Balažic (SLS) Bogomil Knavs (Zeleni) | [ 22 ] |
| Sreda 22. maj                  | 17.00 | RTV Slovenija                                                         | Radio Prvi                                                            | Sandra Krišelj Robert Škrjanc             | Studio ob 17h: soočenje neparlamentarnih strank                                                  | Urša Zgojznik (Vesna) Polona Frelih (Resni.ca) Uroš Lipušček (DeSUS+DD) Tjaša Zorc Rupnik (NOT) | [ 23 ] |
| Sreda 22. maj                  | 17.00 | Radio Ognjišče                                                        | Radio Ognjišče                                                        | Alen Salihović                            | Pogovor o: Prvo evropsko predvolilno soočenje                                                    | Aleš Hojs (SDS) Matej Tonin (NSi) Marjan Šarec (Svoboda) Matjaž Nemec (SD) Nataša Sukič (Levica) Vladimir Prebilič (Vesna) Zoran Stevanović (Resni.ca) Marko Balažic (SLS) Uroš Lipušček (DeSUS+DD) Klemen Grošelj (Zeleni)                         | [ 24 ] |
| Sreda 22. maj                  | 20.10 | Nova Hiša                                                             | Nova24TV                                                              | Aleksander Rant                           | 2. soočenje za volitve v Evropski parlament                                                      | Milan Zver (SDS) Jernej Vrtovec (NSi) Marko Balažic (SLS) Valerija Korošec (Zeleni) | [ 25 ] |
| Četrtek 23. maj                | /     | Siol.net                                                              | platforme za podkaste                                                 | Aleksander Kolednik                       | Spotkast - 3. soočenje                                                                           | Zoran Stevanović (Resni.ca) Nataša Sukič (Levica) | [ 26 ] |
| Četrtek 23. maj                | 20.00 | BK TV in Lokalec.si                                                   | BK TV in Lokalec.si                                                   | Živa Krušič Gorišek                       | Soočenje kandidatov za evropske poslance na BK TV                                                | Franc Breznik (SDS) David Klobasa (NSi) Matej Grah (Svoboda) Aleksander Jevšek (SD) Dan Juvan (Levica) Vladimir Prebilič (Vesna) Franc Pukšič (SLS) Klemen Grošelj (Zeleni)                                                                         | [ 27 ] |
| Četrtek 23. maj                | 22.10 | Pro Plus                                                              | POP TV                                                                | Uroš Slak                                 | 24UR Zvečer - 3. soočenje                                                                        | Uroš Lipušček (DeSUS+DD) Klemen Grošelj (Zeleni) Violeta Tomić (NOT) | [ 28 ] |
| Petek 24. maj                  | /     | SBC - Klub slovenskih podjetnikov                                     | platforme za podkaste                                                 | Katarina Matejčič                         | Sedmo SBC soočenje: Varnostna politika Evropske unije                                            | Mojca Erjavec (NSi) Neva Grašič (SD) Polona Frelih (Resni.ca) Vladimir Prebilič (Vesna) Marko Balažic (SLS) Klemen Grošelj (Zeleni) | [ 29 ] |
| 4. teden                       |       |                                                                       |                                                                       |                                           |                                                                                                  | |        |
| Ponedeljek 27. maj             | 20.00 | RTV Slovenija                                                         | TV SLO 1                                                              | Katarina Golob Veselič                    | Evropske volitve 2024: soočenje neparlamentarnih strank                                          | Zoran Stevanović (Resni.ca) Vladimir Prebilič (Vesna) Uroš Lipušček (DeSUS+DD) Violeta Tomić (NOT) | [ 30 ] |
| Torek 28. maj                  | /     | Siol.net                                                              | platforme za podkaste                                                 | Mihael Šuštaršič                          | Spotkast - 4. soočenje                                                                           | Peter Gregorčič (SLS) Vladimir Prebilič (Vesna) | [ 31 ] |
| Torek 28. maj                  | 17.00 | Iniciativa Glas ljudstva                                              | Narodni muzej Slovenije TOP TV Slovenija                              | Jaša Jenull                               | Soočenje z ljudstvom                                                                             | Irena Joveva (Svoboda) M. Nemec, L. Karnelutti (SD) N. Sukič, D. Juvan (Levica) U. Zgojznik, V. Prebilič (Vesna) Uroš Lipušček (DeSUS+DD) K. Grošelj, N. Pavšer (Zeleni) Violeta Tomić, Darko Hribar (NOT)                                          | [ 32 ] |
| Torek 28. maj                  | 20.00 | PRO TV                                                                | TV3 Slovenija                                                         | Vida Petrovčič                            | Odločitve 2024: predvolilna oddaja                                                               | Branko Grims (SDS) Klemen Grošelj (Zeleni) | [ 33 ] |
| Sreda 29. maj                  | /     | SBC - Klub slovenskih podjetnikov                                     | platforme za podkaste                                                 | Gregor Trebušak                           | Osmo SBC soočenje: Energetika in kakšno energijo želimo imeti                                    | Mojca Erjavec (NSi) Franc Bogovič (SLS) Aleksandra Vasiljević (SD) Uroš Macerl (Vesna) | [ 34 ] |
| Sreda 29. maj                  | 17.00 | RTV Slovenija                                                         | Radio Prvi                                                            | Špela Novak Tomaž Celestina               | Studio ob 17h: soočenje parlamentarnih strank                                                    | Milan Zver (SDS) Janez Cigler Kralj (NSi) Peter Gregorčič (SLS) Matej Grah (Svoboda) Matevž Frangež (SD) Nataša Sukič (Levica) Vladimir Prebilič (Vesna) Mojca Šetinc Pašek (Zeleni)                                                                | [ 35 ] |
| Sreda 29. maj                  | 17.00 | Radio Ognjišče                                                        | Radio Ognjišče                                                        | Tanja Dominko                             | Pogovor o: Drugo evropsko predvolilno soočenje                                                   | Romana Tomc (SDS) Vida Čadonič Špelič (NSi) Marko Balažic (SLS) Jure Leben (Svoboda) Aleksandra Vasiljević (SD) Uroš Macerl (Vesna) Katja Kokot (Resni.ca) Uroš Lipušček (DeSUS+DD) Nada Pavšer (Zeleni)                                            | [ 36 ] |
| Sreda 29. maj                  | 20.10 | Nova Hiša                                                             | Nova24TV                                                              | Aleksander Rant                           | 3. soočenje za volitve v Evropski parlament                                                      | Branko Grims (SDS) Matej Tonin (NSi) Marko Balažic (SLS) Valerija Korošec (Zeleni) | [ 37 ] |
| Sreda 29. maj                  | 22.10 | Pro Plus                                                              | POP TV                                                                | Uroš Slak                                 | 24UR Zvečer - 4. soočenje                                                                        | Romana Tomc (SDS) Matjaž Nemec (SD) Peter Gregorčič (SLS) Vladimir Prebilič (Vesna) | [ 38 ] |
| Četrtek 30. maj                | 22.10 | Pro Plus                                                              | POP TV                                                                | Uroš Slak                                 | 24UR Zvečer - 5. soočenje                                                                        | Matej Tonin (NSi) Vojko Volk (Svoboda) Zoran Stevanović (Resni.ca) Luka Mesec (Levica) | [ 39 ] |
| Petek 31. maj                  | /     | SBC - Klub slovenskih podjetnikov                                     | platforme za podkaste                                                 | Gregor Trebušak                           | Deveto SBC soočenje: Odnosi s Kitajsko in ZDA                                                    | Zala Tomašič (SDS) Katja Berk Bevc (NSi) Matevž Frangež (SD) Bojan Potočnik (Resni.ca) Klemen Grošelj (Zeleni) | [ 40 ] |
| Petek 31. maj                  | /     | Večer                                                                 | platforme za videoposnetke                                            | Tomaž Ranc                                | 2. Večerovo predvolilno soočenje                                                                 | Franc Kangler (SDS) Ljudmila Novak (NSi) Franc Bogovič (SLS) Matej Grah (Svoboda) Matevž Frangež (SD) Nataša Sukič (Levica) Vladimir Prebilič (Vesna)                                                                                               | [ 41 ] |
| Petek 31. maj                  | 20.00 | PRO TV                                                                | TV3 Slovenija                                                         | Vida Petrovčič                            | Odločitve 2024: predvolilna oddaja                                                               | Zala Tomašič (SDS) Katja Berk Bevc (NSi) | [ 42 ] |
| Nedelja 2. junij               | 19.45 | Planet TV                                                             | Planet TV                                                             | Luka Svetina                              | Slovenija izbira: Kdo gre v Bruselj?                                                             | Romana Tomc (SDS) Matej Tonin (NSi) Peter Gregorčič (SLS) Aleksander Jevšek (SD) Nataša Sukič (Levica) Zoran Stevanović (Resni.ca) Vladimir Prebilič (Vesna) Klemen Grošelj (Zeleni)                                                                | [ 43 ] |
| 5. teden                       |       |                                                                       |                                                                       |                                           |                                                                                                  | |        |
| Ponedeljek 3. junij            | /     | Televizija AS - Murska Sobota Vaš Kanal - Novo mesto SIP TV - Dornava | Televizija AS - Murska Sobota Vaš Kanal - Novo mesto SIP TV - Dornava | Simon Balažic                             | EU volitve 2024: soočenje                                                                        | Ljudmila Novak (NSi) Aleksander Jevšek (SD) Katja Kokot (Resni.ca) Anton Balažek (DeSUS+DD) | [ 44 ] |
| Ponedeljek 3. junij            | 20.00 | Pro Plus                                                              | POP TV                                                                | Petra Kerčmar                             | Evropske volitve 2024: Veliko soočenje                                                           | Romana Tomc (SDS) Matej Tonin (NSi) Peter Gregorčič (SLS) Irena Joveva (Svoboda) Matjaž Nemec (SD) Nataša Sukič (Levica) Zoran Stevanović (Resni.ca) Vladimir Prebilič (Vesna) Klemen Grošelj (Zeleni)                                              | [ 45 ] |
| Torek 4. junij                 | /     | Televizija AS - Murska Sobota Vaš Kanal - Novo mesto SIP TV - Dornava | Televizija AS - Murska Sobota Vaš Kanal - Novo mesto SIP TV - Dornava | Simon Balažic                             | EU volitve 2024: soočenje                                                                        | Franc Bogovič (SLS) Janja Sluga (Svoboda) Saša Fras (Vesna) Valerija Korošec (Zeleni) | [ 46 ] |
| Torek 4. junij                 | 19.00 | N1 Slovenija                                                          | platforme za podkaste                                                 | Miha Orešnik                              | N1 Studio: 1. soočenje                                                                           | Marko Balažic (SLS) Klemen Grošelj (Zeleni) | [ 47 ] |
| Torek 4. junij                 | 20.00 | PRO TV                                                                | TV3 Slovenija                                                         | Vida Petrovčič                            | Odločitve 2024: predvolilna oddaja                                                               | Franc Bogovič (SLS) Vladimir Prebilič (SLS) | [ 48 ] |
| Torek 4. junij                 | 20.10 | Nova Hiša                                                             | Nova24TV                                                              | Aleksander Rant                           | 4. soočenje za volitve v Evropski parlament                                                      | Karin Planinšek (SDS) Janez Cigler Kralj (NSi) Peter Gregorčič (SLS) Nada Pavšer (Zeleni) | [ 49 ] |
| Sreda 5. junij                 | 17.00 | Radio Ognjišče                                                        | Radio Ognjišče                                                        | Alen Salihović                            | Pogovor o: Zaključno evropsko predvolilno soočenje                                               | Milan Zver (SDS) Matej Tonin (NSi) Marko Balažic (SLS) Maša Kociper (Svoboda) Lucija Karnelutti (SD) Nataša Sukič (Levica) Bojan Potočnik (Resni.ca) Klemen Belhar (Vesna) Doroteja N. Gosarič (DeSUS+DD) Mojca Šetinc Pašek (Zeleni)               | [ 50 ] |
| Sreda 5. junij                 | 19.00 | N1 Slovenija                                                          | platforme za podkaste                                                 | Miha Orešnik                              | N1 Studio: 2. soočenje                                                                           | Vojko Volk (Svoboda) Vladimir Prebilič (Vesna) | [ 51 ] |
| Sreda 5. junij                 | 20.00 | PRO TV                                                                | TV3 Slovenija                                                         | Vida Petrovčič                            | Odločitve 2024: predvolilna oddaja                                                               | Peter Gregorčič (SLS) Mojca Šetinc Pašek (Zeleni) |        |
| Četrtek 6. junij               | /     | SBC - Klub slovenskih podjetnikov                                     | platforme za podkaste                                                 | Katarina Matejčič Gregor Trebušak         | Zaključno SBC soočenje: Umetna inteligenca, migracije in zeleni prehod: gre Evropa v pravo smer? | Franc Breznik (SDS) Jernej Vrtovec (NSi) Marko Balažic (SLS) Maša Kociper (Svoboda) Matevž Frangež (SD) Luka Mesec (Levica) Katja Kokot (Resni.ca) Klemen Belhar (Vesna) Klemen Grošelj (Zeleni)                                                    | [ 52 ] |
| Četrtek 6. junij               | 19.00 | N1 Slovenija                                                          | platforme za podkaste                                                 | Miha Orešnik                              | N1 Studio: 3. soočenje                                                                           | Aleš Hojs (SDS) Milan Brglez (SD) | [ 53 ] |
| Četrtek 6. junij               | 20.00 | RTV Slovenija                                                         | TV SLO 1 Radio Prvi RTVSLO.si                                         | Manica J. Ambrožič Aleš Kocjan Katja Štok | Evropske volitve 2024: finalno soočenje vseh strank                                              | Romana Tomc (SDS) Matej Tonin (NSi) Peter Gregorčič (SLS) Irena Joveva (Svoboda) Matjaž Nemec (SD) Nataša Sukič (Levica) Zoran Stevanović (Resni.ca) Vladimir Prebilič (Vesna) Uroš Lipušček (DeSUS+DD) Klemen Grošelj (Zeleni) Violeta Tomić (NOT) | [ 54 ] |
| Petek 7. junij                 | 19.00 | N1 Slovenija                                                          | platforme za podkaste                                                 | Miha Orešnik                              | N1 Studio: 4. soočenje                                                                           | Matej Tonin (NSi) Luka Mesec (Levica) | [ 55 ] |